# 技術性失業
技術性失業（英語：Technological Unemployment），指因技術進步，達成相同產能的勞動力需求減少，所引發的失業現象，例如在耕作農業機械發明並採用後，生產相同數量的農作物，所需的農民人數減少，而減少的農民能找到其他的工作前， 這些農民就會因為農業技術的進步而失業。
最早因為技術性失業和所引發的社會運動，是英國的盧德運動。
科技進步，大量與快速地使用機器和人工智慧取代多餘的人力，雖然新科技確實也能創造新工作，像過去農業、工業自動化後，釋出的人力可以從事當時新創的服務業工作，但隨著機器人深度學習技術的問世與人工智慧的發展，將全面性地影響所有產業，包括服務業、製造業、金融業、農業、礦業以及其他產業等，而現在創造新工作的速度已不足以彌補原有勞動力被取代的速度，也就是說，每創造出1份新工作時，會有2份甚至更多的就業崗位消失，例如，影視服務的百視達在2004年時聘有8萬4千名員工，當年營收60億美元，但到了2017年，影音串流平台網飛卻只在聘用4千5百名員工的情況下，營收卻達116.9億美元。
根據英國牛津大學在2013年，對於美國702種主流工作電腦化影響之分析，研究結果顯示，10～20年之間，47%的工作有被取代的風險；已開發國家於1980年代電腦化技術增加了8%的就業機會；但到了1990年代只增加4.4%；至於2000年以後，新職務僅增加了0.5%，服務業的工作崗位也正快速的被機器取代，包括數位相機與智慧型手機的普及，取代傳統相機、底片、照相館、相片沖印，以及2014年初上路的台灣高速公路etag電子收費系統，取代人工收費員。製造業部分，也正在逐步以智慧化、自動化等科技來取代工人，甚至進一步出現完全無工人的關燈工廠，商業上，網購搭配無人車及無人機配送、加上自助取貨、自動販賣機無人商店等趨勢，無論是原來100個工人減到90人、80人、50人，乃至於20人或全部被取代，都造成人力暫時性或永久的失業狀態，即使有新工作，但所需的技能與條件未必符合被取代的工人。
在現行經濟體制下，失業者將失去參與經濟分配的權利，且要找到新工作越來越困難，但工廠仍能藉著機器人、自動化、互聯網、人工智慧等科技，生產出足夠甚至更多的產品來賺取營收，造成貧富差距加大。
技術性失業會使得人民消費力下降，讓企業無法取得足夠營收，被迫裁員減薪倒閉，進一步降低消費力，形成惡性循環，經濟循環就會結束。
然而，企業會花錢雇用員工，是為了要購買員工的勞力，員工有錢消費只是附帶效果，當未來由AI或機器人取代時，企業不必再花人事費（包括薪資、社會保險、退休金提撥、培訓費用等）雇用員工，而照樣能製造生產或提供服務，原本用於支付人事費的支出變成利潤或支付購買或租用自動化或AI科技的費用，以及能源費、原物料等成本，市場就會變成企業主+股東+能源商+機器人廠商之間等經濟循環，勞工階級就會一無所有，失去價值，被市場經濟驅逐掉。
另外，如極端狀況而言，市場上存在製造AI機器人的廠商A，以及利用AI機器人開發原物料的廠商B，只要廠商A生產機器人提供給廠商B，廠商B將開發出來的原物料當作價金交付廠商A，如此便能形成一經濟循環，在這個循環中，並不需要勞工階級的人類來當作消費者。
而最近數十年的科技發展，加大了貧富差距，也造成年輕世代的低薪現象，終身僱傭制解體，而看似彈性但無法保障生計的不穩定工作正快速增加，包括零工經濟、時薪勞工，英國更出現零工時契約之就業制度

## 認為技術能創造就業機會的理由
基於以下理由，當科技進步，也可以創造新的就業機會，減緩或抵銷技術性失業的發生：
- 科技發展本身也是要由人類進行，例如新的機器人或新技術。
- 企業可以用新技術的獲利或所降低的成本用於招聘更多的員工或擴張業務、擴大市場。
- 降價讓大眾的購買力增加，大眾就會購買更多的商品，或有餘錢從事其他的消費。
- 利用獲利投資其他行業，創造其他行業的就業機會。
- 將獲利揮霍一空的消費，也會間接創造就業機會。
- 騰空資源讓新的慾望轉變成新的需求，創造新的產業。

例如，當自動提款機採用之後，銀行能以更低的成本開設更多的分行，或是發展更複雜的金融服務，反而創造了更多就業機會